# Betriebsferienlager in der DDR

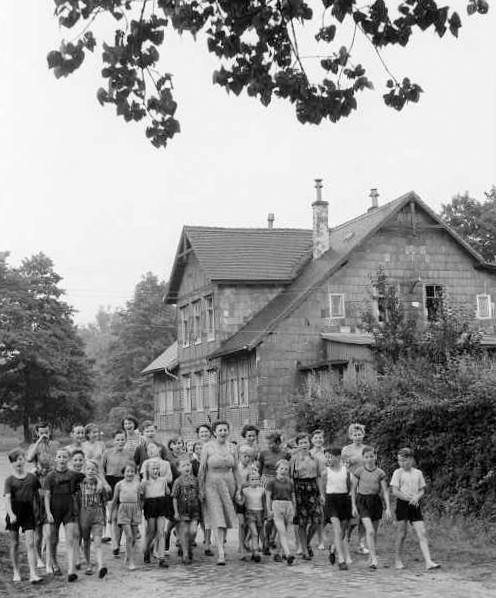
Betriebsferienlager des Lehrkombinats „Otto Grotewohl“

Betriebsferienlager waren Ferienlager von Betrieben, Einrichtungen, Genossenschaften und staatlichen Organisationen für mehrwöchige Erholungsaufenthalte von Kindern und Jugendlichen. Die Gewerkschaft organisierte bereits 1946 erste politisierte Kinderferienlager.
Bei Bedarf wurden diese Einrichtungen auch für innerbetriebliche Seminare oder als Ferienheim für Mitarbeiter genutzt. Bereits seit den 1920er Jahren gab es in der UdSSR, aber auch in Deutschland, Betriebsferienlager. Betriebsferienlager spielten in der DDR eine besonders bedeutende Rolle in der staatlichen Sozialpolitik.

## Betriebsferienlager in der DDR
Die Betriebsferienlager für Kinder in der DDR, die per Gesetz für die Kinder der Mitarbeiter zu betreiben waren, sind ein Novum in der Geschichte der Ferienlager für Kinder in Deutschland.

### Gesetzliche Grundlagen
Gesetzliche Grundlagen waren die 3. Durchführungsbestimmung zum Gesetz zur Förderung der Jugend von 1951 und die Verordnung über die Nutzung betrieblicher Erholungseinrichtungen vom 10. Mai 1979.
Das Arbeitsgesetzbuch vom 16. Juni 1977 regelte: „Der Betrieb ist verpflichtet, unter Ausnutzung aller Möglichkeiten den Kindern seiner Werktätigen eine erholsame Feriengestaltung in Betriebsferienlagern oder durch andere Formen der Kinderferienerholung zu sichern.“

### Aufenthaltsdauer
Die Ferienlager wurden hauptsächlich in den Sommerferien genutzt, selten in den Winterferien. Die Urlaubsdauer betrug zwischen 14 Tage und 21 Tagen. Durchschnittlich mussten die Eltern 12 bis 20 DDR-Mark von den Gesamtkosten (Verpflegung, Unterkunft, Anreise und Betreuung) übernehmen.

### Pädagogisches Ziel
Die Tagesabläufe im Betriebsferienlager dienten der Erziehung zur sozialistischen Persönlichkeit. Die Politisierung kann aber nicht mit den sozialistischen Pionierlagern verglichen werden. Die Freizeitaktivitäten wie Wandern, Sport, Spiel, kulturelle Betätigung und vieles mehr waren im Rahmen des Kindertourismus gut organisiert.
Die Gruppenarbeit als pädagogisches Konstrukt stand im Mittelpunkt.

### Unterkunft
Das Betriebsferienlager war keine Luxusherberge, sondern ein Zeltlager, eine Bungalowsiedlung, ein gemieteter Gasthof oder eine andere feste Unterkunft.
Die Abenteuerlust, die Naturlandschaften in den Ferien zu erkunden, wurde dadurch nicht geschmälert – viele Teilnehmer empfanden diese Erlebnisse als „kleines Kinderparadies“.
1989 existierten ca. 5000 Betriebsferienlager in der DDR.

### Finanzierung
Die Finanzierung dieser Erholungseinrichtung war die Aufgabe des Betriebes und führte zu einer erheblichen Unterdeckung, da die Einrichtung nur kurzzeitig im Jahr genutzt werden konnte. Zuschüsse für die Einrichtungen wurden vom FDGB geleistet.

### Inanspruchnahme des Kindersozialtourismus in den Betrieben
Laut DDR-Statistik waren 1983 rund 800.000 Kinder im Alter bis 14/15 Jahre in Betriebsferienlagern.

### Westdeutsche Kinder im Ostferienlager
Die „Zentrale Arbeitsgemeinschaft – Frohe Ferien für alle Kinder“, 1955 in Düsseldorf gegründet, organisierte, zusammen mit Landesausschüssen der einzelnen Bundesländer, für geringes Entgelt oder teilweise auch kostenlos, einen Aufenthalt von westdeutschen Kindern in Ferienlagern der DDR.
Mehrere zehntausend Kinder aus der Bundesrepublik Deutschland verbrachten in den Betriebsferienlagern ihre Ferien. Insbesondere in den Jahren 1954–1961 wurden zu diesem Zweck Sonderzüge eingesetzt.
Diese Aktionen waren ein Teil der DDR-Propaganda und werfen Schlaglichter auf die SED-Westpolitik, den westdeutschen Antikommunismus und den Kalten Krieg. Die ZAG zählte zu einem Netzwerk kommunistischer Organisationen in der Bundesrepublik, die bislang nur wenig erforscht sind.

### Kinderaustausch zur Erholung
Ein Austausch mit anderen Ländern erfolgte innerhalb des RGW, des Rates für gegenseitige Wirtschaftshilfe. Kinder aus Polen, Ungarn oder der Tschechoslowakei reisten in andere sozialistische Staaten, so auch in die DDR.
Innerhalb der DDR tauschten die Betriebe ihre Einrichtungen, um Abwechslung zu bieten.